# Missions Joseon au royaume de Ryūkyū
Les missions Joseon au royaume de Ryūkyū sont des initiatives diplomatiques et commerciales de la dynastie Joseon envoyées par intermittence après 1392. Ces contacts diplomatiques se font dans le cadre du système sinocentrique des relations bilatérales et multinationales en Asie de l'Est. Satto, le roi des îles Ryūkyū, établit des relations formelles avec la cour des Joseon.
En 1392, l'émissaire du royaume de Ryūkyū à la cour du souverain Goryeo est un des premiers représentants étrangers à paraître à la cour du nouveau roi de ce qui sera appelé la dynastie Joseon. Durant cette période, les matériaux historiques, politiques et diplomatiques pour la recherche sur les relations avec les Ryūkyū sont réunis dans les « Annales de la dynastie Joseon » (Joseon Wangjo Sillok). La première ambassade Joseon à la cour de Ryūkyū en 1392 est suivie d'une seconde en 1393.
Ces relations réciproques diplomatiques et commerciales se poursuivent sans interruption jusqu'aux années de guerre 1592-1598, et sont restaurées à la fin de la guerre Imjin

## Sources
- George H. Kerr(1965). Okinawa, the History of an Island People. Rutland, Vermont: C.E. Tuttle Co. OCLC  39242121
- Toby, Ronald P. (1991). State and Diplomacy in Early Modern Japan: Asia in the Development of the Tokugawa Bakufu. Stanford: Stanford University Press.  (ISBN 0-804-71951-9 et 978-0-804-71951-3); OCLC  246640133

## Source de la traduction
- (en) Cet article est partiellement ou en totalité issu de l’article de Wikipédia en anglais intitulé « Joseon missions to Ryukyu Kingdom » (voir la liste des auteurs).